# Amor en custodia (telenovela mexicana)
Amor en custodia —o internacionalmente distribuido como Pasiones prohibidas— es una telenovela mexicana producida por Emilia Lamothe para TV Azteca, emitida entre 2005 y 2006. La telenovela es una versión de la historia homónima argentina creada por Marcela Citterio y Enrique Estevanez, siendo adaptada por Bethel Flores. Se estrenó por Azteca Trece el 18 de julio de 2005 en sustitución de La otra mitad del sol, y finalizó el 11 de agosto de 2006 siendo reemplazado por Montecristo.
Esta protagonizada por Margarita Gralia, Sergio Basañez, Paola Nuñez y Andrés Palacios, junto con Fernando Sarfatti, Lisset, Sergio Klainer y Ramiro Huerta en los roles antagónicos. Acompañados por Adriana Louvier, Verónica Merchant y Lupita Sandoval.

## Trama
Juan Manuel Aguirre vive en las afueras de la ciudad trabajando en el campo con su esposa, Gabriela, y su joven hija, Tatiana. Pero hay un día en que cambió la vida de la familia Aguirre para siempre: Juan Manuel acudía a una entrevista de trabajo para ocupar el puesto de capataz en el rancho de la prestigiosa empresaria Paz Achaval-Urien, propietaria junto con su familia de una importante cervecera. Cuando Juan Manuel llegaba a la propiedad, un comando fuertemente armado irrumpió en el despacho de Paz al intentar secuestrarla, pero Juan Manuel logró aturdir a los secuestradores y le salvó la vida a Paz, por lo que Paz pone su confianza en Juan Manuel y lo convierte en su guardaespaldas.
El paso del tiempo hace que entre Paz y Juan Manuel surja un amor intenso, que a su vez, genera un gran sentimiento de culpabilidad en Juan Manuel, ya que él está casado, pero al poco tiempo su esposa Gabriela muere en un accidente automovilístico al enterarse de que es hija de Santiago Achaval-Urien, por lo que se abre el camino para entregarse a su amor. 
Por otra parte, Paz está casada con Alejandro, pero después de un tiempo descubre que él la engaña con Carolina y que ésta está esperando un hijo de él, lo que desencadena su separación. Paz se enamora de Juan Manuel; sin embargo, se siente culpable porque Juan Manuel fue marido de su media hermana, aunque nunca tuvo trato con ella.
Bárbara es una caprichosa niña rica, hija de Paz; para la seguridad de su hija, Paz contrata a Nicolás Pacheco como su guardaespaldas, lo que provoca berrinches de parte de Bárbara debido a que no quiere tener un guardaespaldas. Sin embargo, poco a poco va naciendo el amor entre ambos. El problema es que Bárbara se va a casar con Fabricio, al que en realidad no ama; después de casarse con él, buscará la forma de estar con Nicolás. Fabricio, por su parte, descubrirá que a quien realmente ama no es a Bárbara, sino a Tatiana, la hija de Juan Manuel. 
Victoria es hermana de Paz, pero no encaja en la familia por sus diferencias en cuanto a gustos, ya que a ella le gusta la vida bohemia, la fotografía y viajar por el mundo. Sin embargo, a raíz de un embarazo no deseado cuando tenía 15 años, Victoria odia a su padre Don Santiago, con el cual tiene una pésima relación, debido a que en su adolescencia se enamoró de Conrado Cáceres y al dar a luz a un bebé, su padre le dijo que la niña nació muerta, pero ella nunca le creyó, luego Don Santiago decide enviar a Victoria a Europa, alejándola de toda la familia. Pasados 20 años, regresa y se entera de que su hija está viva, y decide quedarse en México para buscarla, mientras eso pasa, sostiene una fugaz relación con Pacheco pues cree que él tiene información sobre su hija, lo que fractura la relación con su sobrina Bárbara. Sin embargo, con el tiempo se enamora de Francesco Fosco, un director de cine, quien en un principio le oculta que él en realidad es Carlos González, ex- novio de su hermana Paz y ex- trabajador de la cervecera de su padre, por lo que tratan de ocultar y dejar la relación, pero ya es demasiado tarde pues ambos están enamorados (aunque Carlos lo niega y evade los compromisos) y Victoria está embarazada, pero ella decide ocultar su embarazo y hacerle creer a su familia que se regresará a Europa, por miedo a que Francesco le pida que aborte.
Tatiana sufre un accidente y decide regresar, todos se dan cuenta de que está embarazada, y al reencontrarse con Conrado, quién por casualidad es el médico de Tatiana, todos creen que el hijo que espera es de él. Alicia y su padre Santiago, al ver a Victoria de nuevo embarazada y a Tatiana al borde de la muerte, les entran remordimientos y sentimientos de culpa y deciden contarle toda la verdad, ya que Tatiana es su hija en realidad.
Tatiana es una niña buena, vive en el campo con sus padres y ama las plantas. Toda esa ternura y bondad se acaba cuando se va a vivir a casa de los Achaval-Urien y se encapricha con Pacheco, así como cuando descubre que es una Achaval-Urien (por parte de su supuesta madre Gabriela, quien en realidad fue su tía). Al enterarse de que es hija de Victoria y Conrado, que es una auténtica Achaval-Urien, que Pacheco no la quiere y que todos sus planes se vienen abajo, sufre de un desorden mental y es internada en un manicomio. Tiempo después sale y les hace creer que se ha curado pero no es verdad.
Don Santiago es un hombre de negocios, rico empresario que adora más que a nada en el mundo a su hija Paz, y que por el contrario no se lleva nada bien con su otra hija, Victoria. En el pasado tuvo una relación fugaz y extramarital con Alicia, de esa relación nació Gabriela, la primera esposa de Juan Manuel y madre adoptiva de Tatiana. Santiago al enterarse de que Gabriela era su hija y por lo tanto Tatiana su nieta, decide darle a está última la vida que se merece, pues Gabriela ya está muerta, sin embargo Alicia decide revelarle que Tatiana es en realidad hija de Victoria. En el pasado cuándo Victoria dio a luz, Santiago le hizo creer que su hija había muerto al nacer, pues no acepta tener una nieta bastarda, hija de un don nadie como él llama a Conrado (a quien mete a la cárcel injustamente y le hace creer que Victoria abortó y se fue a Europa), pero sobre todo no quiere que su hija, en ese entonces una adolescente inmadura, viva atada a una hija y destruya su vida y su futuro. pero en realidad, la bebé está viva y la dejó en la puerta de la casa de Alicia, pues según él, ella la cuidaría de la mejor manera posible. Alicia decide llevar a la bebé al hospital donde ella trabaja como enfermera en el mismo día en el que su hija Gabriela da a luz también a una niña que nace muerta, por lo que decide hacer pasar a la bebé de Victoria (Tatiana) como hija de Gabriela, para que está no sufriera pues ya no podría tener hijos nunca más.
En la historia también aparecerá Samantha, hermana gemela de Paz, a la que nadie conocía porque fue separada de su hermana al nacer. Samantha es una mujer malvada y ambiciosa, todo lo contrario a Paz. Está se encargará de secuestrar a Paz y tomará su lugar, mientras los demás al verla tan distinta empezarán a odiarla, incluso el mismo Aguirre, quien decepcionado buscará consuelo en Noelia, una mujer malvada que incluso intentará asesinarlo por miedo a que vuelva con Paz.

## Reparto

### Principales
- Margarita Gralia como las gemelas Paz Achaval-Urien Bustamante y Samantha Martínez Carralero
- Sergio Basañez como Juan Manuel Aguirre
- Paola Nuñez como Bárbara «Barbie» Bazterrica Achaval-Urien
- Andrés Palacios como Nicolás Pacheco Vázquez / Leonardo Cruz
- Sergio Klainer como Santiago Achaval-Urien
- Veronica Merchant como Victoria Achaval-Urien Bustamante
- Fabiana Perzabal como Laura Pacheco Vázquez
- Ramiro Huerta como Ernesto Santos «Tango»
- Carmen Madrid como Gabriela Velasco/Achával-Urien Almazán de Aguirre / Ariana
- Adriana Louvier como Tatiana Aguirre Velasco / Lucía Cáceres Achaval-Urien
- Lupita Sandoval como Nora
- René Campero como Walter Pacheco
- Fernando Sarfatti como Alejandro Bazterrica Manzilla
- Irene Arcila como Inés Vázquez
- Carlos Millet como Gino
- Daniela Schmidt como Liliana «Lilí»
- Surya MacGregor como Katia
- Mauricio Esquivel como Francisco «Panchito» Pacheco
- Lisset como Carolina Costas
- César Villalobos como Rafael
- Cecilia Piñeiro como Priscila
- Álvaro Guerrero Carlos González «Francesco Fosco»
- Verónica Langer como Alicia Almazán
- Aarón Beas como Fabrizio Alcorta
- Daniel Martínez como Julián
- América Gabriel como Kenna

### Recurrentes e invitados especiales
- Adrián Rubio como Germán
- Tony Marcín como Viviana del Solar
- Bruno Bichir como Conrado Cáseres
- Gina Romand como Emilia Manzilla de Bazterrica
- Mónica Dionne como Rosario Bazterrica Manzilla
- Itari Marta como Milagros «Millie» Bazterrica Achaval-Urien
- Regina Torné como Mercedes Bustamante de Achaval-Urien.
- Elvis González como Abel
- Sebastian Ligarde como Enrique
- Leonardo Mackey como Carlos
- Sophie Alexander como Noelia
- Carlos Torres como Pedro "El mono"
- Claudette Maillé como Isabella di Andre
- Estela Calderón como Paloma
- Sebastián Estevanez como Mauro Mendoza
- Soledad Silveyra como Magdalena Millán
- Vanessa Ciangherotti como Milagros Ledezma
- Martha Verduzco como Estela González
- Cecilia Ponce como Ana Torrejón de Martínez
- Fernando Noriega como Ramiro Martínez Achaval-Urien
- Humberto Búa como Andy
- Ian Paredes como Mia
- Amanda Hazel como Kameoyo
- Juan David Penagos como Ringo Mendoza

## Banda sonora
La novela sacó a la venta un CD con la banda sonora que aparecía en esta, algunos de los temas interpretados por alumnos de la 4 generación de La Academia y otros incluso por el mismo elenco.
- Abre Tu Corazón - Olga Tañón (Tema principal de entrada).
- Custodio De Tu Amor - Adrián Varela (Tema de Paz y Aguirre).
- Si No Estás Conmigo - Cynthia Rodríguez y José Luis Díaz (Tema de Bárbara y Nicolás).
- Ti Voglio - Daniel y Carolina (Tema de Victoria y Franccesco, interpretado por cantantes Italianos).
- Lucía - Martín Vaka (Tema de Tatiana y Victoria).
- Quiero Amor - Dulce López
- Sola - Lisset (Interpretado por Lisset, Carolina en la novela).
- Quiero Tus Labios - Paola Núñez (Tema de Bárbara).
- Piensa En Mi - Marco (Tema de Paz y Aguirre).
- La Trompeta - Daniela Schmith (Lilí en la novela).
- María - Diego (Tema de Laura y Tango).
- Eres Tú - Alan Fernando Velázquez (Tema de Bárbara y Mauro Mendoza).

## Premios

### TV Adicto Golden Awards
| Año  | Categoría                                  | Nominados                       | Resultado |
| ---- | ------------------------------------------ | ------------------------------- | --------- |
| 2010 | Mejor telenovela de TV Azteca de la década | Claudio Meilan y Emilia Lamothe | Ganadora  |

### Premios Bravo
| Año  | Categoría               | Persona         | Resultado |
| ---- | ----------------------- | --------------- | --------- |
| 2006 | Mejor actriz revelación | Paola Núñez     | Ganadora  |
| 2006 | Mejor actor revelación  | Andrés Palacios | Ganador   |